# Sossusvlei

Sossusvlei.

Sossusvlei es un salar en el desierto de Namib central, que está dentro del parque nacional de Namib-Naukluft. Alimentado por el río Tsauchab, es conocido por las altas dunas de arena roja que lo rodean, formando un importante mar de arena (mar de dunas).
Dead Vlei y Hidden Vlei están cerca de Sossusvlei.

## Clima

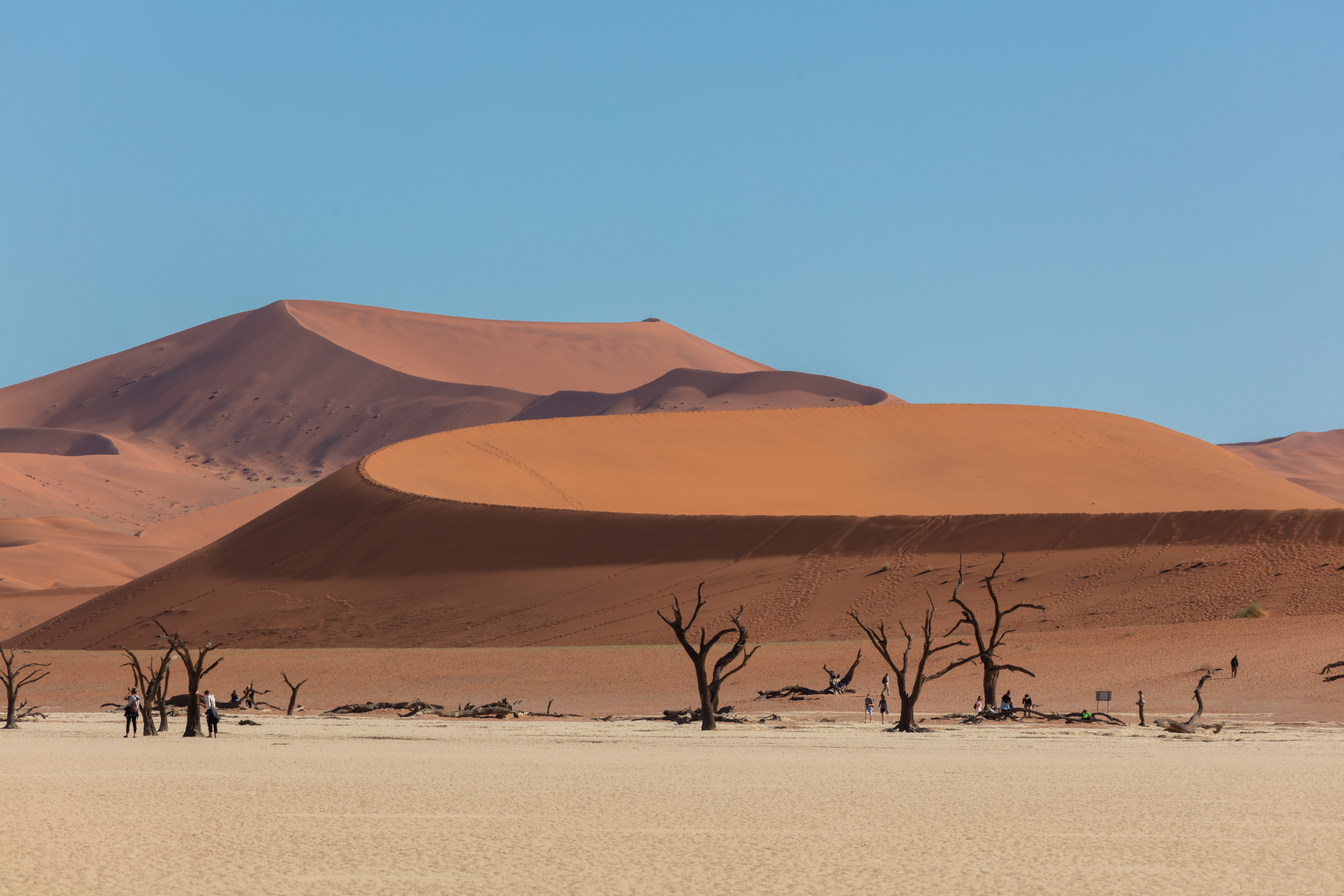
Dead Vlei, una parte de Sossusvlei.

El parque nacional de Etosha tiene un clima árido. La temperatura anual media es de 24 °C. En invierno, la temperatura baja media es de alrededor de 10 °C, mientras que en verano rondan alrededor de los 40 °C. Como es un desierto, existe una gran variación entre el día y la noche. Casi nunca llueve en invierno.
| Parámetros climáticos promedio Sesriem, Namibia (promedio 2010–2017) | Parámetros climáticos promedio Sesriem, Namibia (promedio 2010–2017) | Parámetros climáticos promedio Sesriem, Namibia (promedio 2010–2017) | Parámetros climáticos promedio Sesriem, Namibia (promedio 2010–2017) | Parámetros climáticos promedio Sesriem, Namibia (promedio 2010–2017) | Parámetros climáticos promedio Sesriem, Namibia (promedio 2010–2017) | Parámetros climáticos promedio Sesriem, Namibia (promedio 2010–2017) | Parámetros climáticos promedio Sesriem, Namibia (promedio 2010–2017) | Parámetros climáticos promedio Sesriem, Namibia (promedio 2010–2017) | Parámetros climáticos promedio Sesriem, Namibia (promedio 2010–2017) | Parámetros climáticos promedio Sesriem, Namibia (promedio 2010–2017) | Parámetros climáticos promedio Sesriem, Namibia (promedio 2010–2017) | Parámetros climáticos promedio Sesriem, Namibia (promedio 2010–2017) | Parámetros climáticos promedio Sesriem, Namibia (promedio 2010–2017) |
| Mes                                                                  | Ene.                                                                 | Feb.                                                                 | Mar.                                                                 | Abr.                                                                 | May.                                                                 | Jun.                                                                 | Jul.                                                                 | Ago.                                                                 | Sep.                                                                 | Oct.                                                                 | Nov.                                                                 | Dic.                                                                 | Anual                                                                |
| -------------------------------------------------------------------- | -------------------------------------------------------------------- | -------------------------------------------------------------------- | -------------------------------------------------------------------- | -------------------------------------------------------------------- | -------------------------------------------------------------------- | -------------------------------------------------------------------- | -------------------------------------------------------------------- | -------------------------------------------------------------------- | -------------------------------------------------------------------- | -------------------------------------------------------------------- | -------------------------------------------------------------------- | -------------------------------------------------------------------- | -------------------------------------------------------------------- |
| Temp. máx. abs. (°C)                                                 | 40.6                                                                 | 39.8                                                                 | 36.8                                                                 | 37.0                                                                 | 34.7                                                                 | 29.8                                                                 | 29.9                                                                 | 35.8                                                                 | 38.5                                                                 | 40.1                                                                 | 40.5                                                                 | 40.1                                                                 | 40.6                                                                 |
| Temp. máx. media (°C)                                                | 33.2                                                                 | 34.5                                                                 | 34.2                                                                 | 31.4                                                                 | 29.1                                                                 | 25.7                                                                 | 25.3                                                                 | 28.1                                                                 | 30.7                                                                 | 32.9                                                                 | 33.5                                                                 | 34.1                                                                 | 31.1                                                                 |
| Temp. media (°C)                                                     | 25.4                                                                 | 26.7                                                                 | 26.7                                                                 | 23.4                                                                 | 20.7                                                                 | 16.5                                                                 | 16.9                                                                 | 18.4                                                                 | 21.8                                                                 | 23.9                                                                 | 25.2                                                                 | 25.5                                                                 | 22.6                                                                 |
| Temp. mín. media (°C)                                                | 17.2                                                                 | 19.1                                                                 | 20.2                                                                 | 15.3                                                                 | 12.3                                                                 | 7.9                                                                  | 8.4                                                                  | 8.6                                                                  | 12.0                                                                 | 13.6                                                                 | 15.5                                                                 | 15.8                                                                 | 13.8                                                                 |
| Temp. mín. abs. (°C)                                                 | 7.6                                                                  | 11.1                                                                 | 14.9                                                                 | 5.6                                                                  | 0.6                                                                  | -2.3                                                                 | -2.3                                                                 | -1.8                                                                 | 1.7                                                                  | 4.4                                                                  | 5.2                                                                  | 0                                                                    | -2.3                                                                 |
| Precipitación total (mm)                                             | 14.9                                                                 | 16.1                                                                 | 39.6                                                                 | 8.9                                                                  | 13.2                                                                 | 0.8                                                                  | 0.1                                                                  | 1.2                                                                  | 2.6                                                                  | 1.4                                                                  | 0.8                                                                  | 4.1                                                                  | 103.7                                                                |
| Fuente:                                                              |                                                                      |                                                                      |                                                                      |                                                                      |                                                                      |                                                                      |                                                                      |                                                                      |                                                                      |                                                                      |                                                                      |                                                                      |                                                                      |